# Thomas Brenneck

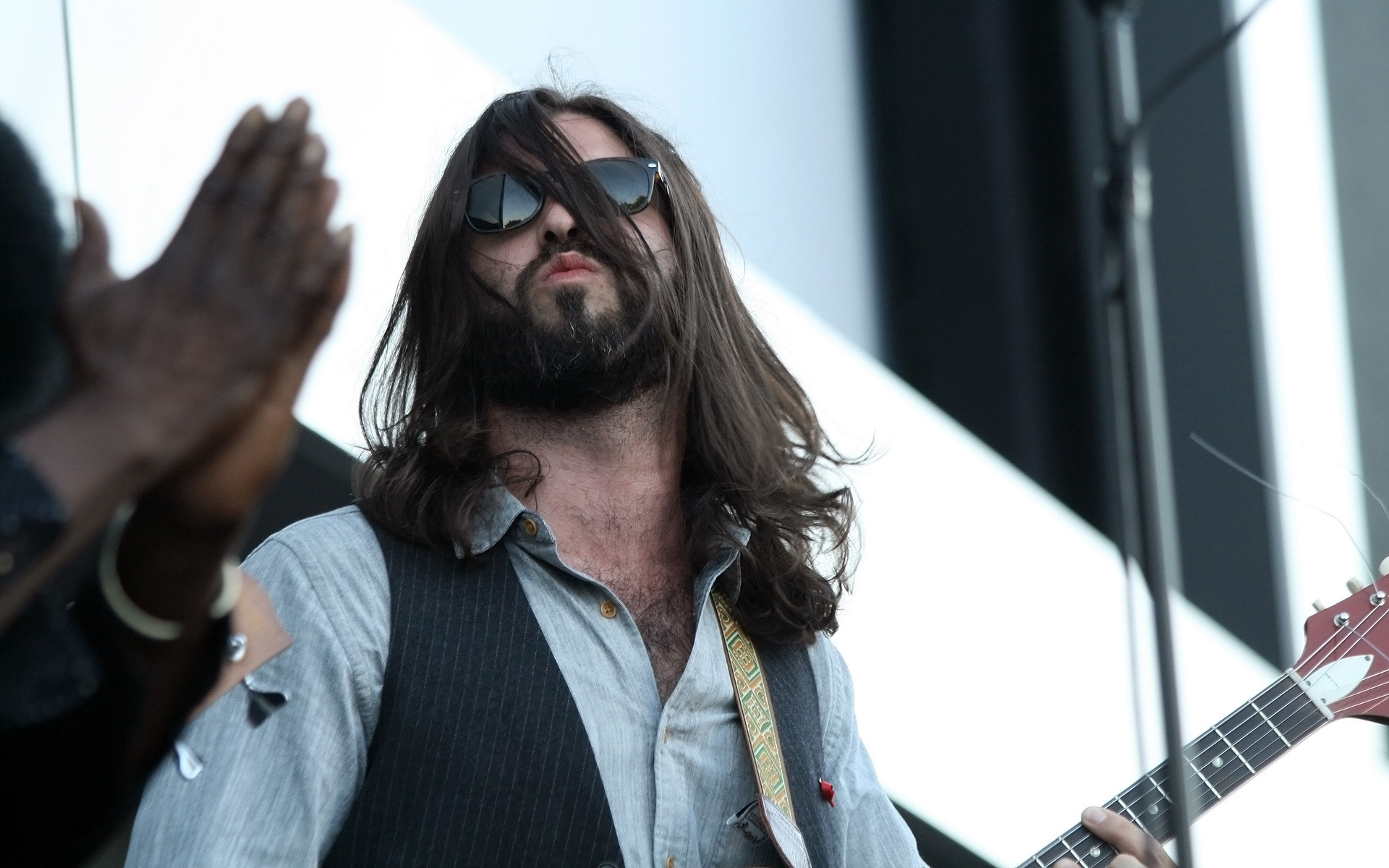
Thomas Brenneck in 2011 tijdens een concert met Charles Bradley & Menahan Street Band op Jazz Fest Wien

Thomas "Tommy" Brenneck (New York, 1981) is een Amerikaans gitarist, platenproducer en technicus. Hij is bekend geworden als leider van de Menahan Street Band en als lid van The Budos Band, Sharon Jones & The Dap-Kings en El Michels Affair. Verder is Brenneck de oprichter van Dunham, een sublabel van het retro-soullabel Daptone en produceerde hij platen van soulzanger Charles Bradley. Als producer en sessiemuzikant werkt hij regelmatig samen met artiesten van Daptone en Big Crown Records.

## Biografie
Brenneck is geboren en opgegroeid in Staten Island, een van de vijf stadsdelen van New York. Hij leerde zichzelf gitaar spelen en sloot zich op 20-jarige leeftijd bij de huisband van Daptone aan; The Dap-Kings. Brenneck werd al een van de belangrijkste spelers binnen de Daptone-familie; hij werkte nauw samen met oprichter en producer Gabriel 'Bosco Mann' Roth en was zowel bij plaatopnamen als bij optredens begeleider van Sharon Jones voor wie het label speciaal in het leven was geroepen. Sharon gaf de gitarist zijn bijnaam Tommy "TNT" Brenneck. 
Als sessiegitarist, songschrijver en producer werkte Brenneck samen met o.a. Amy Winehouse, Lady Gaga, CeeLo Green, Dan Auerbach, Beyoncé & Jay-Z, Josh Tillman, (oftewel Father John Misty, Rufus Wainwright en Miley Cyrus. Ook is hij een van de muzikanten die meespeelde op Telepathy van Christina Aguilera ft. Nile Rodgers en werd hij tijdens de 64e Grammy Awards genomineerd voor zijn werk als technicus op het album Dawn van zangeres Yebba.

### Dunham
Brenneck is de oprichter van Dunham, een sublabel van Daptone dat hij in eerste instantie vanuit zijn huis in Bushwick (Brooklyn) runde. Een van de artiesten waarvoor hij iconische hits produceerde was Charles Bradley die bij leven de peetvader werd van Brennecks zoon. In 2008 opende Brenneck samen met drummer Homer Steinweiss de ruimere Dunham Sound Studio in Williamsburg. De Menahan Street Band werd de huisband van deze analoge studio en nam platen op met o.a. Mark Ronson, Rufus Wainwright, Cee-Lo Green, Theophilus London en Diane Birch. In 2014 begon Brenneck met Steinweiss, Nick Movshon en Leon Michels de Diamond Mine Studio in Long Island City. De naam Dunham bleef in gebruik als platenlabel. Sinds 2017 woont Brenneck met zijn vrouw en twee kinderen in Los Angeles; hij werkt er vanuit de studio Sound Factory met Mark Ronson, met wie hij goed bevriend is geraakt sinds hij Winehouse begeleidde.

## Discografie

### Studioalbums
| Artiest                      | Album                      | Label           | Catalogusnummer | Jaar | Verkrijgbaar op   |  |
| ---------------------------- | -------------------------- | --------------- | --------------- | ---- | ----------------- |  |
| Sharon Jones & The Dap-Kings | Naturally                  | Daptone Records | DAP-004         | 2005 | Vinyl, LP, Album  |  |
| The Budos Band               | The Budos Band             | Daptone Records | DAP-005         | 2005 | CD, LP, iTunes    |  |
| El Michels Affair            | Sounding Out The City      | Truth & Soul    |                 | 2005 |                   |  |
| The Budos Band               | The Budos Band II          | Daptone Records | DAP-011         | 2007 | CD, LP, iTunes    |  |
| Sharon Jones & The Dap-Kings | 100 Days, 100 Nights       | Daptone Records |                 | 2007 |                   |  |
| Menahan Street Band          | Make the Road by Walking   | Dunham Records  | DAP-015         | 2008 | CD, Album         |  |
| El Michels Affair            | Enter The 37th Chamber     | Fat Beats       |                 | 2009 |                   |  |
| The Budos Band               | The Budos Band III         | Daptone Records | DAP-020         | 2010 | CD, LP, MP3, FLAC |  |
| Sharon Jones & The Dap-Kings | I Learned the Hard Way     | Daptone Records |                 | 2010 |                   |  |
| Menahan Street Band          | The Crossing               | Dunham Records  | DAP-029         | 2012 | LP, Album         |  |
| The Budos Band               | Burnt Offering             | Daptone Records | DAP-034         | 2014 | CD, LP, MP3, FLAC |  |
| El Michels Affair            | Return To The 37th Chamber | Big Crown       |                 | 2017 |                   |  |
| The Budos Band               | Budos Band V               | Daptone Records | DAP-057         | 2019 | CD, LP, MP3, FLAC |  |
| El Michels Affair            | Adult Themes               | Big Crown       |                 | 2020 |                   |  |
| Menahan Street Band          | The Exciting Sounds of...  | Dunham Records  | DAP-063         | 2021 | CD, LP, digital   |  |
| The Budos Band               | Long in the Tooth          | Daptone Records | DAP-065         | 2020 | CD, LP, MP3, FLAC |  |

### EP's
| Artiest        | Album                                                                         | Label           | Catalogusnummer | Jaar | Verkrijgbaar op |
| -------------- | ----------------------------------------------------------------------------- | --------------- | --------------- | ---- | --------------- |
| The Budos Band | The Budos Band EP                                                             | Daptone Records | DAP-12002       | 2009 | CD, 12"         |
| The Budos Band | The Shape of Mayhem to Come (Recorded Live at the Grey Eagle, Halloween 2015) | Daptone Records | DAP-1205        | 2016 | 12", MP3, FLAC  |

### Singles
| Artiest                               | Album                                                                      | Label                           | Catalogusnummer                                    | Jaar | Verkrijgbaar op |
| ------------------------------------- | -------------------------------------------------------------------------- | ------------------------------- | -------------------------------------------------- | ---- | --------------- |
| The Budos Band                        | The Budos Band - Up From the South b/w T.I.B.W.F.                          | Daptone Records                 | DAP-1023                                           | 2005 | 7"              |
| The Budos Band                        | The Budos Band - The Proposition b/w Ghost Walk                            | Daptone Records                 | DAP-1027                                           | 2006 | 7"              |
| Menahan Street Band                   | "Make the Road by Walking" / "Karina"                                      | Dunham Records                  | DNM-101                                            | 2006 | 7"              |
| The Budos Band                        | The Poets of Rhythm/The Budos Band - More Mess on My Thing b/w Budos Theme | Freestyle Records               | FSR7024                                            | 2006 | 7"              |
| Charles Bradley & Menahan Street Band | "The World (Is Going Up In Flames)" / "Heartaches and Pain"                | Dunham Records                  | DNM-102                                            | 2007 | 7"              |
| Charles Bradley & Menahan Street Band | "The Telephone Song" / "Tired Of Fighting"                                 | Dunham Records                  | DUN-103                                            | 2008 | 7"              |
| Menahan Street Band                   | "The Wolf" / "Bushwick Lullaby"                                            | Dunham Records, Daptone Records | DUN-104, DAP-1045                                  | 2009 | 7"              |
| The Budos Band                        | The Budos Band/Sharon Jones & the Dap-Kings - Day Tripper b/w Money        | Daptone Records                 | DAP-1050 (Record Store Day 2010 release)           | 2010 | 7"              |
| The Budos Band                        | The Budos Band - Kakal b/w Hidden Hand                                     | Daptone Records                 | DAP-1051-P(promotional copy) *limited press of 800 | 2010 | 7"              |
| Menahan Street Band                   | "The Crossing" / "Everyday A Dream"                                        | Dunham Records, Daptone Records | DUN-106A, DAP-1054                                 | 2011 | 7"              |
| Charles Bradley & Menahan Street Band | "Heart Of Gold" / "In You (I Found A Love)"                                | Dunham Records, Daptone Records | DUN-110A, DAP-1059                                 | 2011 | 7"              |
| Menahan Street Band                   | "Lights Out / Keep Coming Back"                                            | Dunham Records, Daptone Records | DUN-112A                                           | 2012 | 7"              |
| The Budos Band                        | The Budos Band - Burnt Offering b/w Seizure                                | Daptone Records                 | DAP-1085 *included limited press of 100 color      | 2014 | 7"              |
| The Budos Band                        | The Budos Band - Magus Mountain b/w Vertigo                                | Daptone Records                 | DAP-1088 *included limited press of 100 color      | 2015 | 7"              |
| The Budos Band                        | The Budos Band - Maelstrom b/w Avalanche                                   | Daptone Records                 | DAP-1099                                           | 2016 | 7"              |

## Productie discografie

### Albums
- The Budos Band – The Budos Band (Daptone, 2005) (met Bosco Mann)
- The Budos Band – The Budos Band II (Daptone, 2007) (met Bosco Mann)
- Menahan Street Band – Make The Road By Walking (Dunham, 2008)
- The Budos Band – The Budos Band III (Daptone, 2007) (met Bosco Mann)
- Menahan Street Band – The Crossing (Dunham, 2012)
- Charles Bradley – Victim Of Love (Dunham, 2013)
- Low Cut Connie – Hi Honey (Contender Records, 2014)
- The Budos Band – Burnt Offering (Daptone, 2014)  (geproduceerd met The Budos Band)
- The Black Box Revelation – Highway Cruiser (Bana Kin, 2015)
- Paul & The Tall Trees – Our Love In The Light (Big Crown, 2016)
- Lee Fields & The Expressions – Special Night (Big Crown, 2016)  (geproduceerd met Leon Michels)
- Lady Wray – Queen Alone (Big Crown, 2016) (geproduceerd met Leon Michels)
- Charles Bradley – Changes (Dunham, 2016)
- The Sha La Das – Love In The Wind (Dunham, 2018)
- Charles Bradley – Black Velvet (Dunham, 2018)
- The Budos Band – V (Daptone, 2019)
- The Jay Vons – The Word (Daptone, 2019) (geproduceerd met Wayne Gordon & The Jay Vons)
- Paul & The Tall Trees – So Long (Big Crown, 2019) (geproduceerd met Leon Michels)
- The Budos Band – Long In The Tooth (Dunham, 2020)
- Menahan Street Band – The Exciting Sounds Of Menahan Street Band (Dunham, 2021)

### Overige nummers
Brenneck heeft onder meer op de volgende nummers gespeeld:
- 3 Titans – "College" / "The Life Of A Scholar" (Dunham, 2010) (met Homer Steinwiess)
- The Like – Release Me (Geffen, 2010); 2 nrs. (met Mark Ronson)
- Cee-Lo Green – "Georgia" single (Elektra, 2010)
- Ikebe Shakedown – Ikebe Shakedown (Ubiquity, 2011); 3 nrs.
- The Sha La Das – "Sha La Da La La (Christmas Time)" single (Dunham, 2013)
- Black Lips – Underneath The Rainbow (Vice, 2014); 4 nrs.
- Paloma Faith – "Price Of Fame" from The Architect (RCA, 2017)  (met Homer Steinwiess)
- Lee Fields & The Expressions – "Time" single (Big Crown, 2017) (geproduceerd met Leon Michels)
- Charlotte Day Wilson – "I Can Only Whisper" ft. BadBadNotGood van Alpha (2021) (met Wilson)